# Infuziona pumpa
Infuziona pumpa je sofisticarni medicinski uređaj namenjen za infuzija fluida, lekova ili hranljivih materija u sistem pacijentove cirkulacije. Obično se koristi za intravenozne infuzije, mada se povremeno koristi i za subduralne, subkutane, intraarterijske i epiduralne infuzije.
Infuziona pumpa omogućava potpunu kontrolu doze leka i rastvora koji se daje bolesniku, čime se smanjuju greške i doprinosi poboljšanju medicinske nege bolesnika.

## Načini isporuke infuzije
| Kontinuirana terapija                  | Opis |
| -------------------------------------- | --- |
| Pacijent kontrolisana analgezija (PCA) | Omogućava konstantno, unapred programirano doziranje infuzije |
| Ciljno kontrolisana infuzija (TCI)     | Omogućava analgeziju koju kontroliše pacijent. Primenjuje se u terapiji koja zahteva kontinuirano doziranje infuzije - bolus na zahtev pacijenta ili oboje.                                                                     |
| Parenteralno kontrolisana ishrana      | Potpuna parenteralna ishrana primenom automatskog doziranja. Omogućava doziranje hrane u različitim periodima, i početne promene doziranja na početku, na kraju ili i na početku i na kraju infuzije.                           |
| Intermitentna terapija                 | Namenjena je za isporuku infizijskih rastvora u programiranim vremenskim intervalima, ili prema potrebi za isporuku malih količina infuzione tečnosti u vremenu između dve infuzije, kako bi se obezbedila protočnost katetera. |
| Varijabilna terapija                   | U 24 različita programa, u kojima je moguće odrediti doziranje, količinu i vremensko trajanje infuzije. |

## Vrste infuzionih pumpi
| Vrsta pumpe                    | Karakteristke - namena | Nedostaci                      |
| ------------------------------ | --- | ------------------------------ |
| Volumetrijska pumpa            | - Za srednje i velike brzine protoka - Za velike volumene - Nisu pogodne za manju brzinu od 5 ml/h - Pogodne su za TPN, epidural                                                                                                  |                                |
| Špric pumpa (perfuziona pumpa) | - Za male volumene i male protoke - Tačna je kontrola infundovanog volumena - Pogodne su za transport - Mali je trošak delova za jednokratnu upotrebu - Korisne za infundovanje lekova (sedacija, TIVA, PCA, heparin, insulin...) | - Nepogodna za velike volumene |
| „Pametne” pumpe                | - Pumpe je novije generacije (sadrže meke i tvrde limite za lekove) |                                |
| Ambulantne pumpe               | - Insulinske - Za terapiju bola... |                                |

## Dobre strane infuzione pumpe
Karekteristike dobre infuzione pumpe su:
1. pouzdana i elektronski bezbedna,
2. isporučuje infuziju tačno i dosledno,
3. laka za podešavanje i upotrebu,
4. mogućnost zaključavanja instrukcija,
5. portabilna i izdržljiva,
6. mogučnost da radi i na baterije i na struju,
7. da ima mogućnost brzog davanja bolusa,
8. da prepoznaje i alarmira okluziju linije i potrebu da se zameni špric,
9. da može da prikaže brzinu infundiranja i količinu infundovanog volumena.

## Razlozi incidenata
U toku primene infozionih pumpi zabeleženi su sledeži incidenti:
- greške u decimali (npr. Mö 0,9 mg/h....9 mg/h),
- pogrešan izbor jedinica (npr Dopamin 40mg/h..... 40mg/kg/h),
- sličan naziv leka ili slična doza,
- pogrešno pritisnuto dugme,
- slobodan protok,
- okluzija (začepljenje) u sistemu i postokluzioni bolus,
- vazduh u sistemu,
- ekstravazacija.

## Literatura
- Lenhard, M. J.; Reeves, G. D. (2001). „Continuous subcutaneuousinsulin infusion: a comprehensive reviewof insulin pump therapy”. Archives of Internal Medicine. 161 (19): 2293—300..
- Diabetes Control and Complications Trial ResearchGroup. „Implementation of treatment protocolsin the DCCT”. Diabetes Care. 18: 361—76. 1995..
- Bode, B. W.; Steed, R. D.; Davidson, P. C. (1996). „Reductionin severe hypoglycemia with long-term continuoussubcutaneous insulin infusion in type 1 diabetes”. Diabetes Care. 19: 324—7..

## Spoljašnje veze
|  | Molimo Vas, obratite pažnju na važno upozorenje u vezi sa temama iz oblasti medicine (zdravlja). |